# Junkers W 34
O Junkers W 34 foi uma aeronave de transporte alemã. Desenvolvida nos anos 20, entrou em serviço na aviação civil em 1926. A versão de passageiros podia levar um piloto e cinco passageiros. Esta aeronave foi desenvolvida a partir do Junkers W 33 e, mais tarde, evoluiu para o Junkers Ju 46.